# USS Baton Rouge (SSN-689)
| USS Baton Rouge (SSN-689)  | USS Baton Rouge (SSN-689)          | USS Baton Rouge (SSN-689)          |
| -------------------------- | ---------------------------------- | ---------------------------------- |
| USS Baton Rouge (SSN-689)  |                                    |                                    |
|                            |                                    |                                    |
|                            |                                    |                                    |
| Спуск на воду              | 26 квітня 1975 року                | 26 квітня 1975 року                |
| Виведений зі складу флоту  | 13 січня 1995 року                 | 13 січня 1995 року                 |
| Сучасний статус            | утилізовано                        | утилізовано                        |
| Проєкт                     |                                    |                                    |
| Тип ПЧ                     | USS                                | USS                                |
| Головний конструктор       | Newport News                       | Newport News                       |
| Класифікація НАТО          | Los Angeles I                      | Los Angeles I                      |
| Основні характеристики     |                                    |                                    |
| Швидкість (надводна)       | 15 вузлів                          | 15 вузлів                          |
| Швидкість (підводна)       | 33 вузла                           | 33 вузла                           |
| Робоча глибина занурення   | 290 метрів                         | 290 метрів                         |
| Розміри                    |                                    |                                    |
| Довжина найбільша (по КВЛ) | 110,3 метрів                       | 110,3 метрів                       |
| Ширина корпусу найб.       | 10 метрів                          | 10 метрів                          |
| Висота                     | 9,4 метри                          | 9,4 метри                          |
| Середня осадка (по КВЛ)    | 9,4 метра                          | 9,4 метра                          |
| Водотоннажність надводна   | 5723 тонни                         | 5723 тонни                         |
| Озброєння                  |                                    |                                    |
| Торпедно- мінне озброєння  | 4 × 21 в (533 мм) торпедні апарати | 4 × 21 в (533 мм) торпедні апарати |
| Ракетне озброєння          | Mark-48 Гарпун Томагавк            | Mark-48 Гарпун Томагавк            |

«Батон-Руж» (англ. USS Baton Rouge (SSN-689)) — багатоцільовий атомний підводний човен, другий в серії з 62 підводних човнів типу «Лос-Анджелес», побудованих для ВМС США. Він став першим кораблем ВМС США, названим на честь міста Батон-Руж, столиці та другого за кількістю населення міста штату Луїзіана. Призначений для боротьби з підводними човнами і надводними кораблями противника, а також для ведення розвідувальних дій, спеціальних операцій, перекидання спецпідрозділів, завдавання ударів, мінування, пошуково-рятувальних операцій.
Контракт на будівництво був підписаний Newport News Shipbuilding в місті Ньюпорт-Ньюс, штат Вірджинія, 8 січня 1971 року. Кіль був закладений 18 листопада 1972 року. Спущений на воду 26 квітня 1975 року в присутності спонсора, пані Фелікс Едуард Ебер, а в експлуатацію надійшов 25 червня 1977 року. За перший рік підводний човен побував у Норфолку, Нью-Лондоні і в Новій Англії. З вересня 1977 по серпень 1978 року брав участь в численних випробуваннях, що проводилися на Багамських островах та у Флориді.
11 лютого 1992 року, о 20:16 за місцевим часом, під час патрулювання біля острова Кильдин поблизу Сєвєроморська, човен зіткнувся з російським підводним човном К-276 «Кострома». ВМС США заявили, що зіткнення відбулося на відстані понад 12 миль (22 км) від берега, в міжнародних водах. Спочатку ВМС США заперечували будь-які збитки, понесені Батон-Руж, але пізніше стало відомо, що човен отримав два розрізи, вм'ятини й подряпини. Менш ніж через два роки, 1 листопада 1993 року, Батон-Руж був переданий в резерв. 13 січня 1995 року він став першим підводним човном типу «Лос-Анджелес», який був виведений з експлуатації та вилучений з реєстру морських суден.